# Kolcownica sosnowa

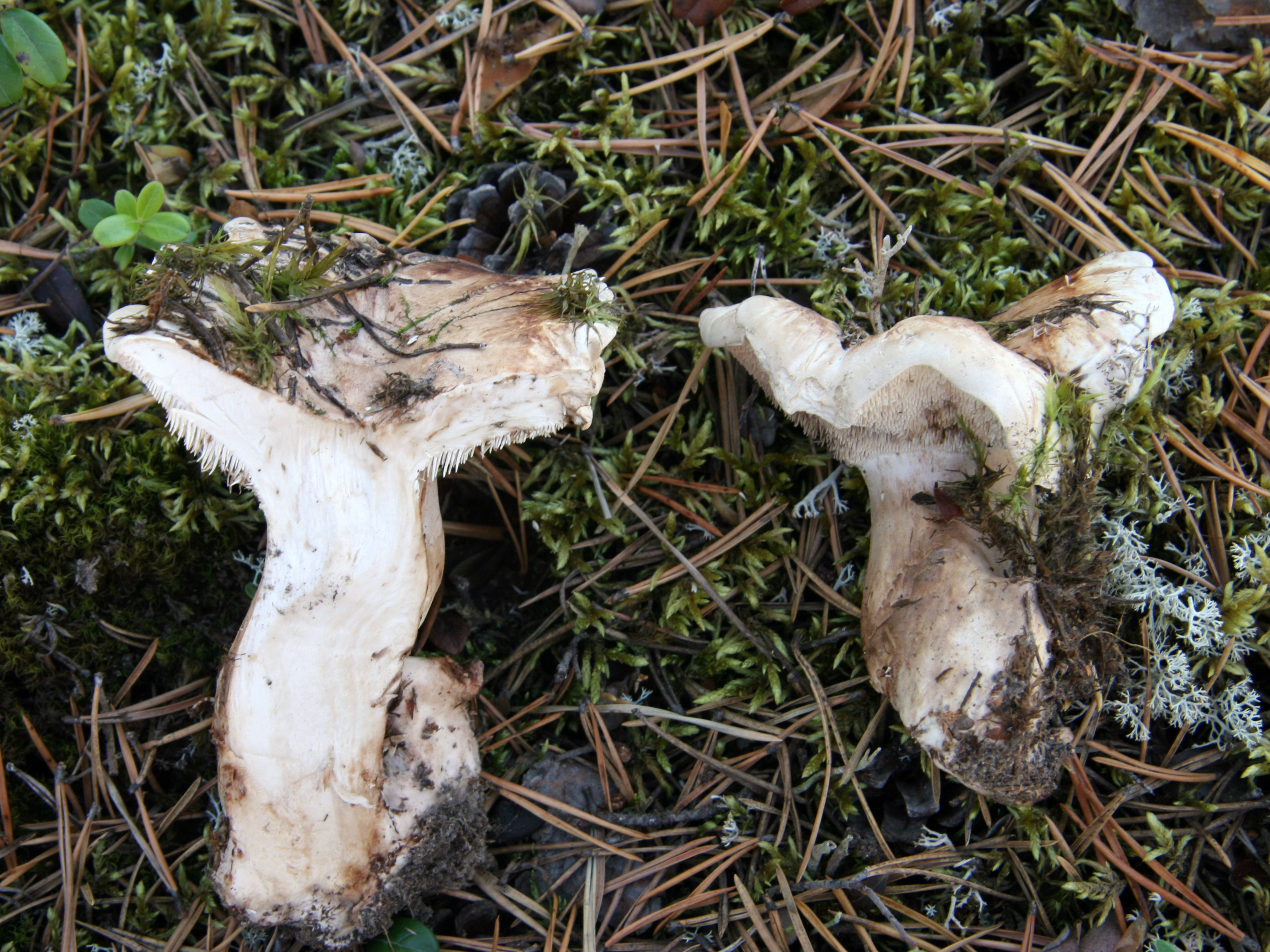

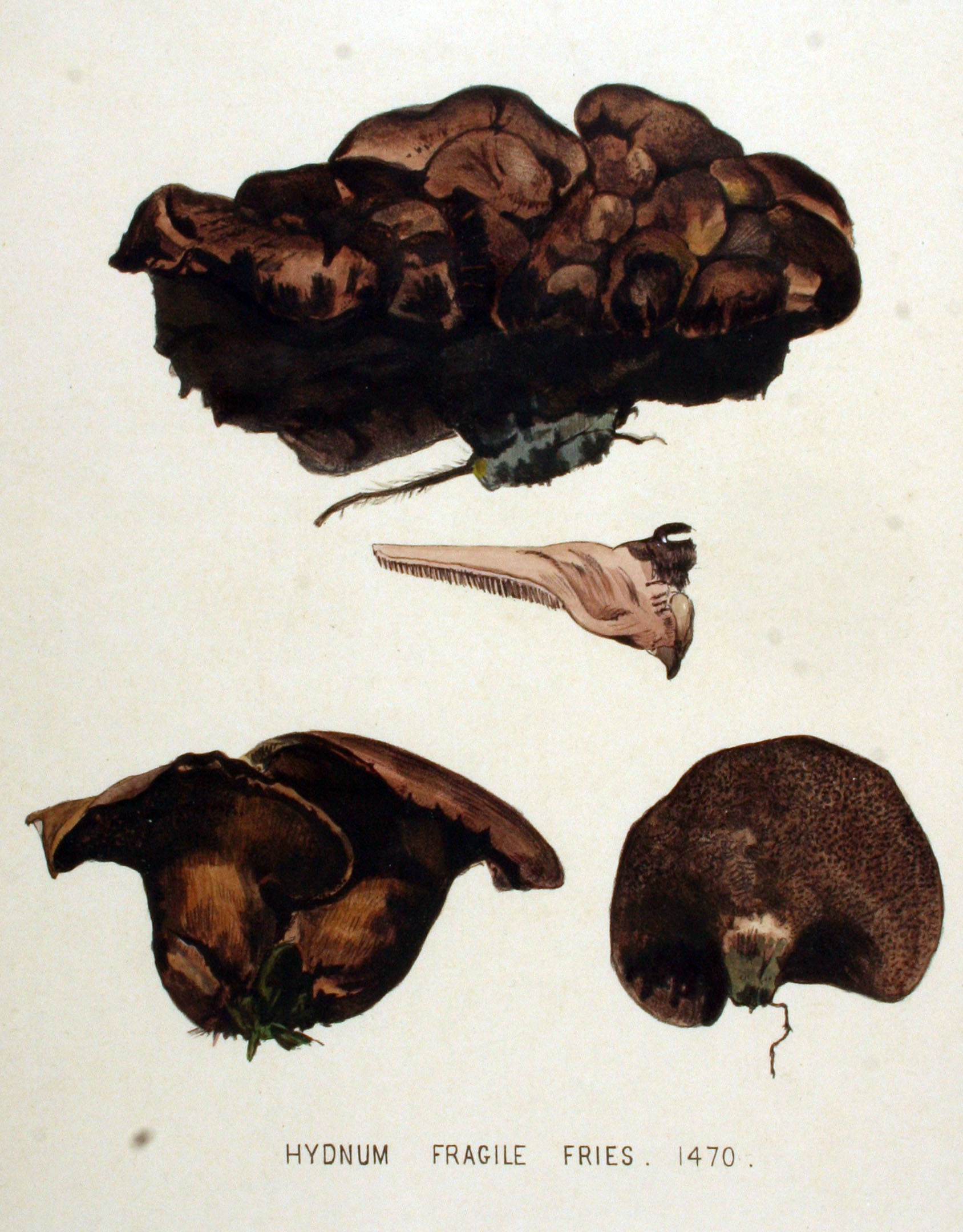

Kolcownica sosnowa (Phellodon fuligineoalbus (J.C. Schmidt) R.E. Baird) – gatunek grzybów z rodziny chropiatkowatych (Thelephoraceae).

## Systematyka i nazewnictwo
Pozycja w klasyfikacji według Index Fungorum: Phellodon, Thelephoraceae, Thelephorales, Incertae sedis, Agaricomycetes, Agaricomycotina, Basidiomycota, Fungi.
Po raz pierwszy opisał go w 1817 r. Johann Carl Schmidt nadając mu nazwę Hydnum fuligineoalbum. Obecną, uznaną przez Index Fungorum nazwę nadał mu w 2013 r. Richard E. Baird
Ma 12 synonimów. Niektóre z nich:
- Bankera fuligineoalba (J.C. Schmidt) Coker & Beers ex Pouzar 1955
- Hydnum virginianum Murrill[2].

Nazwę polską kolcownica sosnowa zaproponował Władysław Wojewoda w 2003 r. Wcześniejsze nazwy: kolcownica różowawa (Barbara Gumińska i W. Wojewoda 1983), kolczak podkopcony (Feliks Teodorowicz 1933). Jan Łuszczyński w 2014 r. podał nazwę kolcownica różowawa. Wszystkie te nazwy są niespójne z aktualną nazwą naukową.

## Morfologia
Kapelusz
O średnicy do 15 cm, początkowo płasko-wypukły, potem nieco wklęsły i nieregularny. Brzeg początkowo podwinięty, później karbowany, płatowaty zamszowy albo omszony, w starszych owocnikach nagi, matowy, rzadziej z drobnymi łuseczkami. Powierzchnia gładka, szorstka lub chropwata, niestrefowana, u młodych owocników miękka, pilśniowata i biała, u starszych gładka, bladobrunatna (zwłaszcza na środku).
Hymenofor
Kolczasty. Kolce o długości do 2 mm, przy trzonie i brzegu kapelusza krótsze, podobne do brodawek. W stanie suchym mają barwę od białawej do szaropopielatej.
Trzon
Wysokość 2–6 cm, grubość 1–3 cm, centralny, pełny, ze zwężoną lub zgrubiałą podstawą, w starszych okazach brunatną. Powierzchnia naga lub aksamitna, tej samej barwy co kapelusz, ale na szczycie jest wyraźnie jaśniejsza strefa widoczna zarówno u świeżych, jak i suszonych okazów,
Miąższ
W kapeluszu elastyczny, mięsisty o barwie od białawej do bladobrunatnej, przy trzonie ciemniejszy. Podczas suszenia wydziela zapach podobny do przyprawy magga.
Cechy mikroskopowe
Podstawki 27–35 × 4,5–5,5 μm, bez sprzążek bazalnych, ze sterygmami o długości do 3 μm. Zarodniki bezbarwne, nieco nieregularne w kształtach, eliptyczne, o wymiarach 4,7–5,4
× 2,7–3,6 μm, drobnokolczaste.

## Występowanie
Występuje w Ameryce Północnej, Europie i Azji. W Europie jest rozprzestrzeniony od Pirenejów po północne krańce Półwyspu Skandynawskiego. Brak go w Europie Południowo-Wschodniej. Wszędzie w Europie jednak jest rzadki, występujący w rozproszeniu. W Polsce W. Wojewoda w 2003 r. przytacza liczne stanowiska, z uwagą, że gatunek ten w Polsce jest zagrożony wyginięciem. Bardziej aktualne stanowiska podaje internetowy atlas grzybów. Znajduje się na Czerwonej liście roślin i grzybów Polski. Ma status E – gatunek zagrożony wyginięciem, którego przetrwanie jest mało prawdopodobne, jeśli nadal będą działać czynniki zagrożenia.
Grzyb naziemny występujący w lasach sosnowych i mieszanych z udziałem sosny, także w parkach. Preferuje gleby piaszczyste, ubogie w związki azotu i fosforu. Grzyb mykoryzowy związany z sosną zwyczajną. Owocniki wytwarza zazwyczaj od sierpnia do października.

## Gatunki podobne
W Polsce występują dwa podobne gatunki dawniej zaliczane do rodzaju Bankera (kolcownica): kolcownica sosnowa (różowawa) i kolcownica świerkowa (Phellodon violascens). Odróżniają się budową kapelusza oraz siedliskiem. Kolcownica świerkowa związane jest ze świerkami i jej kapelusz jest wyraźnie łuskowaty. Obydwa gatunki są rzadkie i zagrożone wyginięciem. Podobne są też niektóre gatunki o kolczastym hymenoforze zaliczane do rodzajów Hydnum (sarniak), Phellodon (korokoząb) i Hydnellum (kolczakówka).